# 竹啄木鸟
竹啄木鸟（学名：Gecinulus grantia）为啄木鸟科竹啄木鸟属的鸟类。该物种的模式产地在印度。
分布于孟加拉国、不丹、中国、印度、老挝、缅甸、尼泊尔、泰国和越南。

## 亚种
竹啄木鸟包括以下亚种
- 竹啄木鸟指名亚种（学名： Horsfield, 1840）。在中国大陆，分布于云南等地。该物种的模式产地在印度。[4]
- 竹啄木鸟云南亚种（学名： Delacour, 1927）。在中国大陆，分布于云南等地。该物种的模式产地在越南。[5]
- （学名： Deignan, 1950）
- （学名： Kloss, 1918）
- 竹啄木鸟东南亚种（学名： Slater, 1897）。在中国大陆，分布于福建、广东等地。该物种的模式产地在福建。[6]
- （学名： Blyth, 1862）